# Saint-Georges-des-Coteaux
Saint-Georges-des-Coteaux település Franciaországban, Charente-Maritime megyében. Lakosainak száma 2840 fő (2022. január 1.). Saint-Georges-des-Coteaux Écurat, Les Essards, Nieul-lès-Saintes, Saintes és Plassay községekkel határos.

## Népesség
A település népessége az elmúlt években az alábbi módon változott:
| Lakosok száma | 880  | 1780 | 1912 | 2430 | 2636 | 2663 | 2692 | 2741 | 2779 | 2840 |
|               | 1968 | 1982 | 1990 | 2006 | 2013 | 2015 | 2017 | 2019 | 2020 | 2022 |